# Fabian Schubert
Fabian Schubert (Eisenkappel-Vellach, 1994. augusztus 29. –) osztrák labdarúgó, a német TSV 1860 München csatárja.

## Pályafutása
Schubert a osztrák Eisenkappel-Vellachban született. Az ifjúsági pályafutását a VST Völkermarkt csapatában kezdte, majd az AKA Wolfsberger akadémiájánál folytatta.
2010-ben mutatkozott be a Völkermarkt felnőtt csapatában. 2015-ben az osztrák első osztályban érdekelt SV Riedhez igazolt. Először a 2015. augusztus 8-ai, SV Mattersburg ellen 4–1-re elvesztett mérkőzés 86. percében, Manuel Gavilán cseréjeként lépett pályára. Első gólját 2015. augusztus 11-én, a Red Bull Salzburg ellen 4–1-es vereséggel zárult találkozón szerezte meg. 2017-ben a Sturm Graz csapatához szerződött. 2017. július 23-án, a St. Pölten ellen 3–2-re megnyert bajnokin debütált.
2018-ban a TSV Hartberghez, majd 2019-ben a Blau-Weiß Linzhez igazolt. A 2020–21-es szezonban 28 mérkőzésen elért 33 góljával megszerezte az osztrák másodosztály gólkirályi címét. Ezzel a teljesítményével felkeltette az érdeklődését a svájci első osztályban szereplő St. Gallennek, és még a nyári átigazolási szezonban a klubhoz szerződött. Először a 2021. július 24-ei, Lausanne-Sport ellen 2–1-re megnyert mérkőzés félidejében, Alessio Besiot váltva lépett pályára. 2022. február 12-én, a Servette ellen hazai pályán 5–1-re megnyert találkozón kétszer is betalált az ellenfél hálójába. 2024. július 1-jén a német TSV 1860 München szerződtette.

## Statisztika
2024. augusztus 11. szerint.

| Klub             | Szezon   | Bajnokság          | Bajnokság | Bajnokság | Kupa  | Kupa  | Nemzetközi | Nemzetközi | Összesen | Összesen |
| Klub             | Szezon   | Bajnokság          | Mérk.     | Gólok     | Mérk. | Gólok | Mérk.      | Gólok      | Mérk.    | Gólok    |
| ---------------- | -------- | ------------------ | --------- | --------- | ----- | ----- | ---------- | ---------- | -------- | -------- |
| SV Ried          | 2015–16  | Osztrák Bundesliga | 11        | 2         | 1     | 1     | —          | —          | 12       | 3        |
| SV Ried          | 2016–17  | Osztrák Bundesliga | 2         | 0         | 0     | 0     | —          | —          | 2        | 0        |
| Sturm Graz       | 2017–18  | Osztrák Bundesliga | 6         | 0         | 1     | 2     | 3          | 0          | 10       | 2        |
| TSV Hartberg     | 2018–19  | Osztrák Bundesliga | 12        | 0         | 2     | 1     | —          | —          | 14       | 1        |
| Blau-Weiß Linz   | 2019–20  | 2. Liga            | 28        | 15        | 1     | 3     | —          | —          | 29       | 18       |
| Blau-Weiß Linz   | 2020–21  | 2. Liga            | 28        | 33        | 3     | 6     | —          | —          | 31       | 39       |
| St. Gallen       | 2021–22  | Swiss Super League | 27        | 4         | 5     | 5     | —          | —          | 32       | 9        |
| St. Gallen       | 2022–23  | Swiss Super League | 8         | 3         | 1     | 1     | —          | —          | 9        | 4        |
| St. Gallen       | 2023–24  | Swiss Super League | 24        | 3         | 1     | 0     | —          | —          | 25       | 3        |
| TSV 1860 München | 2024–25  | 3. Liga            | 2         | 1         | 0     | 0     | —          | —          | 2        | 1        |
| Összesen         | Összesen | Összesen           | 148       | 61        | 15    | 19    | 3          | 0          | 166      | 80       |

## Sikerei, díjai
Sturm Graz
- Osztrák Bundesliga
  - Ezüstérmes (1): 2017–18

- Osztrák Kupa
  - Győztes (1): 2017–18

Blau-Weiß Linz
- 2. Liga
  - Győztes (1): 2020–21

St. Gallen
- Svájci Kupa
  - Döntős (1): 2021–22

Egyéni
- Az osztrák másodosztály gólkirálya: 2020–21 (33 góllal)